# Matildalina
Matildalina, slovenska gledališka igralka in režiserka, *  1904, Ljubljana, † 1944, neznano.
Matildalina je študirala na Dunaju. Po prvi svetovni vojni je delovala v ZDA in na Japonskem. Nastopala tudi v ljubljanski Drami, kjer je tudi režirala. Matildalina je bila izvrstna interpretinja klasičnih vlog in vrhunska govornica igranih dram. Uveljavila se je tudi na področju filma. 